# Youth Hostels Association (England & Wales)
Die Youth Hostels Association (England & Wales) ist der Betreiber von Jugendherbergen in England und Wales. Gegründet wurde sie am 10. April 1931 in Anlehnung an die von Richard Schirrmann in Deutschland angestoßene Bewegung. Sie ist eine wohltätige Organisation, anerkannt von der Charity Commission for England and Wales. Sie arbeitet mit Festangestellten und mit Freiwilligen. Sie ist Mitglied des Verbands Hostelling International.